# The Artist’s Dilemma
The Artist’s Dilemma – amerykański krótkometrażowy film z 1901 w reżyserii Edwina S. Portera.